# ليلة الأبطال (عرض مصارعة)
ليلة الأبطال (بالإنجليزيَّة: Night of Champions) هو أحد العروض التي تقدمها شركة WWE. بدأ من عام 2001 و كان اسم المهرجان ( Vengeance) فنجينس إلى أن تغير الاسم ابتداء من عام 2007 . ولكنه عاد مرة أخرى بالإسم القديم عام 2011.

## مواعيد وأماكن
| الحدث                     | التاريخ        | المدينة                         | المكان                       | الحدث الرئيسي |
| ------------------------- | -------------- | ------------------------------- | ---------------------------- | --- |
| فنجينس (2001)             | 9 ديسمبر 2001  | سان دييغو، كاليفورنيا           | San Diego Sports Arena       | 1st championship match:كيرت أنغل vs. ستون كولد ستيف أوستن for the بطولة العالم للدبليو دبليو إي للوزن الثقيل 2nd championship match:دوين جونسون vs. كريس جيريكو for the بطولة العالم للوزن الثقيل 3rd double championship:كريس جيريكو vs. ستون كولد ستيف أوستن for the بطولة العالم للدبليو دبليو إي للوزن الثقيل & بطولة العالم للوزن الثقيل. Jericho's win the WWF Championship he will become the first-ever بطولة العالم للدبليو دبليو إي للوزن الثقيل |
| فنجينس (2002)             | 21 يوليو 2002  | ديترويت، ميشيغان                | Joe Louis Arena              | أندرتيكر (c) vs. دوين جونسون vs. كيرت أنغل for the Undisputed WWE Championship |
| فنجينس (2003)             | 27 يوليو 2003  | دنفر (كولورادو)، كولورادو       | بول أرينا                    | بروك ليسنر (c) vs. Kurt Angle vs. بيغ شو in a No Disqualification match for the WWE Championship |
| فنجينس (2004)             | 11 يوليو 2004  | هارتفورد                        | Hartford Civic Center ‏       | كريس بنوا (c) vs. تربل إتش for the بطولة العالم للوزن الثقيل (دبليو دبليو إي) |
| فنجينس (2005)             | 26 يونيو 2005  | بارادايس                        | مركز توماس أند ماك           | ديف باتيستا (c) vs. Triple H in a الجحيم في زنزانة match for the World Heavyweight Championship |
| فنجينس (2006)             | 25 يونيو 2006  | تشارلوت (كارولاينا الشمالية)    | سبيكترم سنتر                 | روب فان دام (c) vs. Edge for the WWE Championship دي-جينرايشن إكس (Triple H and شون مايكلز) vs. the سبيريت سكواد (كيني ديكسترا، جوني جيتر، نيك ميتشيل، نك نميث, and مايكل براندلي) in a أنواع مباريات المصارعة |
| فنجينس : نايت أوف شامبيون | 24 يونيو 2007  | هيوستن، تكساس                   | Toyota Center                | جون سينا (c) vs. مايك فولي vs. بوبي لاشلي vs. راندي أورتن vs. بوكر تي for the بطولة العالم للدبليو دبليو إي للوزن الثقيل |
| نايت أوف شامبيون (2008)   | 29 يونيو 2008  | Dallas, Texas                   | مركز الخطوط الجوية الأمريكية | تربل إتش (c) vs. John Cena for the WWE Championship |
| نايت أوف شامبيون (2009)   | 26 يوليو 2009  | فيلادلفيا، بنسيلفانيا           | ولز فارجو سنتر               | فيل بروكس (c) vs. جيف هاردي for the بطولة العالم للوزن الثقيل (دبليو دبليو إي) |
| نايت أوف شامبيون (2010)   | 19 سبتمبر 2010 | روسمونت                         | صالة أولستايت                | شيمس (c) vs. كينج باريت vs. كريس جيريكو vs. Edge vs. Randy Orton vs. John Cena in a أنواع مباريات المصارعة for the WWE Championship |
| نايت أوف شامبيون (2011)   | 18 سبتمبر 2011 | بوفالو (نيويورك)، ولاية نيويورك | مركز كي بنك                  | Triple H vs. CM Punk in a أنواع مباريات المصارعة |
| فنجينس (2011)             | 23 أكتوبر 2011 | سان أنطونيو، تكساس              | أيه تي أند تي سنتر           | ألبرتو دل ريو (c) vs. جون سينا in a أنواع مباريات المصارعة for the WWE Championship |
| نايت أوف شامبيون (2012)   | 16 سبتمبر 2012 | بوسطن، ماساتشوست                | تي دي غاردن                  | CM Punk (c) vs. John Cena for the WWE Championship |
| نايت أوف شامبيون (2013)   | 15 سبتمبر 2013 | Detroit, Michigan               | Joe Louis Arena              | Randy Orton (c) vs. دانيال برايان for the WWE Championship |
| نايت أوف شامبيون (2014)   | 21 سبتمبر 2014 | ناشفيل، تينيسي                  | بريدجستون أرينا              | بروك ليسنر (c) vs John Cena for the بطولة العالم للدبليو دبليو إي للوزن الثقيل |
| نايت أوف شامبيون (2015)   | 20 سبتمبر 2015 | Houston, Texas                  | تويوتا سنتر                  | TBA |